# Happy Adventure
Happy Adventure is een gemeente (town) in de Canadese provincie Newfoundland en Labrador. De gemeente ligt op het schiereiland Eastport aan de oostkust van het eiland Newfoundland.

## Geschiedenis
In 1960 werd het dorp een gemeente met de status van local government community (LGC). In 1980 werden LGC's op basis van The Municipalities Act als bestuursvorm afgeschaft. De gemeente werd daarop automatisch een community om een aantal jaren later uiteindelijk een town te worden.

## Geografie
Happy Adventure ligt aan de zuidkust van het schiereiland Eastport. Het ligt aan Newman Sound, een zij-arm van Bonavista Bay, een grote baai aan de oostkust van Newfoundland. Het grenst in het oosten aan de gemeente Sandy Cove, in het noorden aan de gemeente Eastport en in het westen aan gemeentevrij gebied. Swale Island, dat deel uitmaakt van het Nationaal Park Terra Nova, ligt 3 km ten zuiden van het dorp.

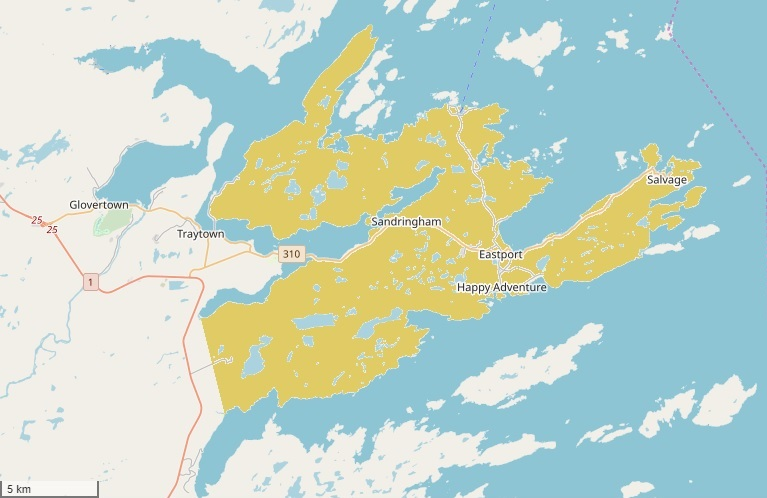
Kaart van het schiereiland Eastport (goudkleurig) met aanduiding van Happy Adventure

## Demografie
Demografisch gezien is Happy Adventure, net zoals de meeste kleine dorpen op Newfoundland, al decennia aan het krimpen. Tussen 1956 en 2021 daalde de bevolkingsomvang van 448 naar 183. Dat komt neer op een daling van 265 inwoners (-59,2%) in 65 jaar tijd.
| Demografische ontwikkeling van Happy Adventure tussen 1951 en 2021         |
| -------------------------------------------------------------------------- |
|                                                                            |
| Bron: Statistics Canada (1951–1986, 1991–1996, 2001–2006, 2011–2016, 2021) |